# Agricultural Information Management Standards
Pour les articles homonymes, voir AIMS.
Normes pour la gestion de l'information agricole
L'Agricultural Information Management Standards (AIMS, en français « Normes pour la gestion de l'information agricole »), est une initiative financée par l'Organisation des Nations unies pour l'alimentation et l'agriculture (FAO) qui vise à améliorer la cohérence  entre les systèmes d’information agricole. Les objectifs d’AIMS sont de créer un système de centralisation des normes pour la gestion de l’information et de partager l’usage de méthodologies et outils communs.

## Objectifs
AIMS offre des services fondés sur la sémantique dans le domaine agricole. Les ressources — systèmes d’organisation des connaissances, normes de métadonnées, outils de méthodologies et de fonctionnalités, services en ligne, services web — peuvent ainsi être utilisés par :
- les spécialistes de la gestion de l’information et de la technologie de l’information pour construire des systèmes permettant d’échanger et/ou de synchroniser des données  (interopérabilité) ;
- les spécialistes de domaine pour utiliser les services permettant d’assurer  la conformité de leur travail aux normes et méthodologies de l’information agricole.

## Normes

### AGROVOC
Le thésaurus AGROVOC est un vocabulaire multilingue structuré et conçu pour couvrir la terminologie de tous les domaines ayant trait à l’agriculture, à la foresterie, à la pêche, à l’alimentation et aux domaines apparentés :
- il est disponible en ligne dans les langues suivantes : allemand, anglais, arabe, chinois, coréen, espagnol, français, hindi, hongrois, italien, japonais, lao, persan, polonais, portugais, russe, slovaque, tchèque, thaï ;
- il peut être téléchargé pour usage non commercial en format MySQL, MS Access, RDF, OWL, SKOS, Postgres, TagText, et ISO2709 ;
- il est disponible via des services web, qui mettent à jour le thésaurus immédiatement, ce qui réduit le temps et l’effort nécessaire pour télécharger régulièrement le site et incorporer la dernière version du thésaurus dans les applications.

Le thésaurus AGROVOC est la base du Serveur de concept AGROVOC (SC). Il s’agit d’un système fondé sur des concepts qui permet la représentation de relations spécifiques entre les concepts et leurs lexicalisations multilingues. Il a été conçu pour être exploité par un réseau décentralisé de gestionnaires et d’éditeurs. Le Workbench du serveur de concept est un environnement de travail pour la gestion du Serveur de concept AGROVOC. Il aide à construire et à structurer des systèmes d’ontologie et de terminologie multilingues.

## Registre des systèmes d’organisation de la connaissance
Il existe à l'heure actuelle plusieurs systèmes d'organisation de la connaissance (KOS). Certains de ces systèmes sont regroupés et présentés dans le Registre KOS ainsi que le lien vers leur site d'origine.

### Ag-Standards
Une série de métadonnées se compose d’éléments où chacun d’eux se réfère à une étiquette qui décrit des informations particulières sur une ressource. Une ressource est ici définie comme « tout ce qui a une identité ».  Dans le contexte des objets d’information semblables aux documents, une ressource pourrait être, par exemple, un document, une monographie, une page web, un rapport de projet, etc. AgMES (Série d’éléments de métadonnées agricoles) a été lancé en novembre 2000 lors d’un atelier organisé par l'Organisation des Nations unies pour l'alimentation et l'agriculture (FAO) et OneWorld Europe. Le projet a pour objectif de recouvrir les questions de normes sémantiques dans le domaine de l’agriculture pour ce qui concerne la description, la découverte de ressources, l’interopérabilité et l’échange de données pour différents types de ressources d’information. AgMES servira de cadre dans lequel il est possible de définir des espaces de noms pour les éléments nouvellement déclarés qui sont jugés nécessaires et sont utilisés pour différentes ressources (Objets d’information ressemblant à des documents ou DLIO, projets, évènements, etc.) dans tous les domaines relevant de la production vivrière, de la nutrition et du développement rural.

## Outils

### AgriDrupal
AgriDrupal est à la fois une suite de solutions pour la gestion de l’information agricole et une communauté de pratique autour de ces solutions. La communauté AgriDrupal se compose de  personnes qui travaillent dans la communauté des spécialistes de la gestion de l’information agricole et ont expérimenté des solutions de gestion de l’information dans Drupal. La communauté interagit en utilisant la plateforme de la communauté AIMS. La communauté de pratique travaille sur des solutions modulaires :
- en créant, adaptant, parrainant de nouveaux « modules » pour Drupal ;
- en recommandant des modules et des configurations existant aux fins de conformité aux normes ;
- en partageant des scripts et des techniques qui permettent de résoudre des problèmes communs.

Ces solutions peuvent être intégrées dans toutes les  installations de Drupal. AgriDrupal peut aussi être livré comme un instrument complet de gestion et de diffusion de l’information conçu spécialement  comme une solution « conforme à la norme » qui facilite la gestion de l'information en agriculture.

### WebAgris
WEBAGRIS est un système multilingue sur le web conçu pour la saisie, le traitement et la diffusion (par Internet ou sur CD-Rom) de données bibliographiques traitant de l’agriculture. Le système est fondé sur les normes classiques de saisie de données et utilise des formats de diffusion (XML, HTML, ISO2709), ainsi que des plans de classification de sujets et le thesaurus AGROVOC. WEBAGRIS propose également des liens vers des documents disponibles sous format électronique.

### Registre des outils
- Outils de métadonnées/de catalogage : outils permettant de créer des métadonnées pour divers types de ressources, y compris WebAGRIS  et des liens vers d’autres outils spécialement adaptés aux normes sémantiques dans le domaine agricole comme l’extension d’AGRIS pour DSpace.
- Outils d’ontologie : éditeurs d’ontologie permettant d’élaborer des ontologies.
- Outils de thésaurus : Outils en libre accès pour la maintenance et le perfectionnement du Thésaurus AGROVOC.
- Outils divers : différents types d’initiatives tels que programmes de validation, programmes d’analyse syntaxique ou fournisseurs de services comme AgriFeeds qui présente un aperçu des dernières nouvelles et des activités et manifestations prévues dans le domaine de l’agriculture.

## Communautés
Le site web d’AIMS facilite, grâce à des wikis, des forums et des  blogs, la collaboration entre les institutions et les particuliers qui désirent échanger des connaissances sur la façon d’utiliser les outils, les normes et les méthodologies. Les dernières nouvelles et les activités et manifestations prévues sont publiées sur le site d’AIMS  qui sert de guichet unique pour l’interopérabilité et la réutilisabilité des ressources d’information. La plateforme de la communauté AIMS vise à faire participer la communauté agricole tout entière, y compris les  prestataires d’informations, provenant des instituts de recherche, des universités, des établissements d’enseignement et de vulgarisation, et du secteur privé.